# Cinctorres
Cinctorres è un comune spagnolo di 502 abitanti situato nella comunità autonoma Valenciana.

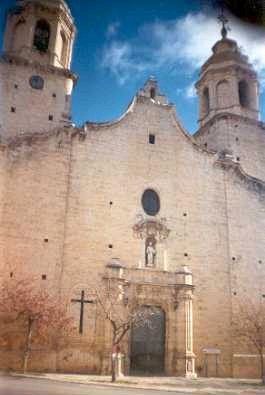
La chiesa parrocchiale

## Sito archeologico
Nel 1998 il geologo spagnolo Ramón Ortí, seguendo le indicazioni di alcuni abitanti della zona che avevano trovato alcune ossa di grandi dimensioni in un terreno di proprietà, scoprì fossili di Dinosauro risalenti a circa 115 milioni di anni fa e datati al Cretacico inferiore. Il sito fu denominato Ana dal nome di una figlia del proprietario del terreno.